# Гимназија „Свети Сава” Приједор
Гимназија „Свети Сава“ у Приједору (раније Реална гимназија, Гимназија „Есад Миџић“) је средња школа општеобразовног типа, у четворогодишњем трајању. Налази се у центру Приједора у улици Вука Караџића б.б.
Основана је одлуком Министарства просвете Краљевине Срба, Хрвата и Словенаца као Реална осморазредна гимназија . У току 1919. године формиран је Одбор за оснивање гимназије и изградњу зграде гимназије. Гимназија је почела с радом 1920. године у згради тадашње Комуналне основне школе, касније О. Ш. „Мира Цикота“, да би, 1924. наставила рад у намјенској, новоизграђеној згради у непосредној близини, у којој се и данас налази.

## Историјат
По завршетку Првог свјетског рата, 1919. године у Приједору је формиран Одбор за оснивање и изградњу зграде гимназије. Одбор су сачињавали виђени Приједорчани тог времена: Душан Зеленика (свештеник, предсједник), Симо Радетић (учитељ), Јово Боројевић (трговац), Панта Ћирић (срески начелник), Осман Сикрирћ (судија), Раде Стојановић (трговац, градоначелник), Суљага Суљановић (земљопосједник). Гимназија је почела са радом 20. децембра 1920. године. Отворена су два разреда. У први су уписани ученици четвртог разреда основен школе, а у други разред ученици који су се у току 1919/1920. године, припремали приватно и приватно положили испит за први разред у гимназији у Бањалуци. Школске 1920/1921. године гимназија започиње свој рад као реална осморазредна гимназија а у згради Комуналне (Симичине- по управитењу Сими Радетићу) основне школе (касније Основна школа „Мира Цикота“).
У тој згради је гимназија радила све док није направљена нова зграда. Њена изградња је започела 1922. године по пројекту инжењера Девића из Сарајева, а стручним надзором извођача инж. Вела Јелића. Током 1923. године постављен је и „освећен“ бетонски темељ зграде, а у њега узидана метална кутија са повељом и потписима виђених Приједорчана, представника градске власти и првих професора. Зграда је коначно довршена 1924. године. Школски намјештај, прибор и књиге су прикупљени ангажовањем цијелокупне градске општинске структуре, богатих појединаца као и свих грађана у овкриву њихових могућности. Први дани су били најтежи. Писало се на кољенима, а столице су ученици доносили од кућа. Овај проблем се ријешио знањем и вјештином приједорских столара Саве Крнете и Љупка Деспота који су израдили довољан број школских клупа.
Ускоро је, одлуком Министарства просвјете, а на запрепашћење и чланова одбора за изградњу гимназије, и професора, и ученика, гимназија деградирана у нижу четвороразредну гимназију. Као нижа гимназија дјеловала је све до школске 1935/1936. године, када је донесен указ о постепеном претварању ниже гимназије у Приједору у Вишу гимназију. За вријеме Другог свјетског рата и окупације гимназија је имала cамо ниже разреде. По завршетку рата је поново добила статус Више гимназије.

## Наставнички кадар
У првој школској наставној години редовни наставници су били: Стјепан Штродл (први директор гимназије) и Миливој Милетић. Предавали су и Симо Радетић и Мара Мисита као хонорарци. Била су и два вјероучитеља: Јосип Кауриновић и Ибрахим Беглербеговић. Прва школкса годин трајала је само 6 мјесеци. У другој школској години предавачи су били: Олга Шварц, Бранко Врањешевић и Љубомир Пиперски...
Врло је велики списак свих наставника Гимназије Свети Сава који су од оснивања па до данас у њој радили. Важно је рећи да су захваљујући професионалности, педагошкој вјештини и моралу свих који су генерацијама учили ученике ове гимназије, и Приједор, и Југославија, па и шире, добили квалитетне стручњаке, запажене и у науци, и у техници, као и нове квалитетне професоре.

### Професори и ученици у Другом свјетском рату
У Народно ослободилачкој борби, у Другом свјетском рату, професори и ученици ове гимназије су дали огроман допринос. Они су и идеолошки и пушкама предводили борбу против фашистичке Њемачке, усташа Независне Државе Хрватске, и четничких снага. Многи су погинули у Другом свјетском рату.
Приједорска гимназија је у НОБ-и дала девет Народних хероја и у ратном и посљератном периоду девет високих официра ЈНА:

## Гимназијалци Народни хероји и високи официри ЈНА
| Народни хероји: - Раде Башић - Илија Дошен - Душан Егић - Милан Егић - Раде Кондић - Есад Миџић - Милутин Морача - Младен Стојановић - Бошко Шиљеговић | Високи официри ЈНА: - генерал-мајор Милан Егић - генерал-мајор Илија Дошен - контраадмирал Владимир Баровић - генерал-потпуковник Душан Егић - генерал-потпуковник Мирко Турић - генерал-пуковник Милутин Морача - генерал-пуковник Бошко Шиљеговић - генерал-пуковник Раде Башић - адмирал Јован Грбавац |

## Радници гимназије (1920—1981)
| Ученици - професори: - Мухамед Карић - Тихомир Дудуковић - Муамер Ђулкић - Душанка Вуковић - Спасојевић - Зора Рончевић - Љиљана Николић - Мирјана Николић - Зора Николић - Дабек - Петар Вокић - Станислав Зец - Ћазим Чекић - Мирослав Турншек - Михајло Шурлан - Фикрет Мујакић - Нада Добријевић- Шево - Споменка Тополић | Директори: - Шродл Стјепан - Миладиновић Стево - Врањешевић Бранко - Грба Милован - Вајер Хинко - Петраш Јосип - Калезић Пуниша - Вершић Марко - Раљевић Шефкија - Задровић Вјекослав - Динуловић Милена - Ђуровић Љубо - Грђић Миливој - Ковачевић Недељко - Далмација Стево - Караџић Јунуз - Милић Александар | Секретари: - Каравадић Абдулах - Митровић Бранислав - Кулишић Сеад Шпиро - Пинто Аврам - Радић Славко - Кадић Никола - Шкапур Хасан - Чиркинагић Мехо - Средић Илија - Муњиза Симо | Ненаставно особље: - Гавриловић Катица - Авдић Нисвета - Љубичић Срето - Муњиза Срето - Омановић Смаил - Кајтез Алекса - Шиљеговић Зоран - Средић Михајло - Мајкић Никола - Тимарац Марија - Куленовић Химзо - Кечан Раде - Џанановић Хасан - Штркљевић Хајрија - Гаврановић Ана - Симатовић Бранко - Јовичић Живко - Љубичић Сава - Милојица Даница - Момчиловић Радославка - Лемеш Асима - Маричић Душанка - Рељић Здравко - Радоњић Мира |

## Ученици и професори приједорске гимназије - бивши и садашњи познати научници и умјетници
| Академициː - Сретен Стојановић - члан САНУ, вајар, бивши професор и декан Ликовне академије у Београду, - Мидхад Шамић - члан Академије наука БиХ - професор филозофског факултета у Сарајеву, - Славко Ментус - члан САНУ - професор и декан факултета за физичку хемију у Београду | Професори факултета и руководиоци институцијаː - Шпиро (Сеад) Кулишић - професор, етнолог, бивши директор Земаљскога музеја БиХ - Владимир Кондић (археолог) археолог, бивши директор Народног музеја у Београду - Божидар Стјеповић професор Машинског факултета у Зеници - Ахмед Бишчевић бивши професор Техничког факултета у Тузли - Шефкија Берберовић професор Економског факултета у Бањалуци - Мухамед Гаврановић професор Медицинског факултета у Сарајеву - Сулејман Граозданић професор Филозофског факултета у Сарајеву - Ифет Ибрахимпашић професор Техничког факултета у Загребу - Бранко Миљуш Бивши декан Ликовне академије у Беогераду, професор, сликар-графичар - Драгомир Малић професор Техничког факултета у Београду - Љубомир Крнета професор Природно математичког факултета у Београду - Нијаз Софтић професор Медицинског факултета у Загребу - Јован Јоцо Марјановић професор Факултета политичких наука у Сарајеву - Бранислав Мартић професор Природно-математичког факултета у Сарајеву - Џемал Колонић професор Електротехничког факултета у Бањалуци - Драгутин Врачар професор Економског факултета у Београду - Хамдија Рамић професор Медицинског факултета у Београду - Дмитар Вареника професор Ветеринарског факултета у Сарајеву - Шефкија Раљевић професор Природно-математичког факултета у Сарајеву - Вера Митриновић-Чучковић професор Правног факултета у Сарајеву - Миле Ступар професор Правног факултета у Београду - Живко Саничанин професор Медицинског факултета у Бањалуци - Радивоје Брдар професор Медицинског факултета у Београду - Миодраг Зец професор економије - Филозофски факултет у Београду - Весо Совиљ професор сликарства на Ликовној академији у Бањалуци - Ивана Искра Јаношић археолог, бивши директор Градског музеја у Винковцима | Умјетници и други дјелатнициː - Пера Поповић сликар - Сретен Стојановић професор, вајар - Слободан Илић сликар - Раденко Остојић сценариста и редитељ - Веселин Бадров сценограф - Раде Башић писац и сценариста - Слободан Гарић сликар - Тодор Швракић сликар - Коста Богдановић вајар - Радован Крагуљ графичар - Јован Спремо сликар - Војислав Радосавац сликар - Рагиб Лубовац сликар - Месуд Хоџић сликар - Мухамед Ђулкић новинар - Драган Топић сликар - Љубомир Стахов сликар-графичар - Предраг Марјановић сликар - Веселин Крчмар ТВ и филмски камерман - Жељко Ружичић новинар и ТВ водитељ - Раде Совиљ сликар - Зоран Совиљ сликар - Тихомир Илијашевић сликар - Биљана Гаврановић сликарка - Зоран Радоњић сликар - Алекса Милић сликар - Петар М. Јоксимовић сликар - Душко Б. Вукајловић новинар |

## Таленти и такмичења
Приједорска гимназија је расадник раскошних талената у свим областима науке и умјетности. Када су се почела организовати такмичења на југословенском нивоу из математике, физике и хемије, као и у позоришној, и другим умјетностима, ученици ове гимназије постизали су завидне резултате. Добар професорски кадар ове гимназије је зналачки учио и одабирао такмичаре. Посебно мјесто међу успјесима заузимају успјеси из математике. Најпознатији професор математике ове гимназије, Муамер Ђулкић, припремио је неколико апсолутних првака Југославије у математици: Миле Врућинић, Божо Грбић, Шефик Кркић, Михајло Нановски. 1966.г. на државном првенству у Загребу, Славко Ментус, касније професор физичке - хемије и декан на том факултету у Београду, члан САНУ, освојио прво мјесто. Највеће резултате на пољу математике остварио је Ратко Дарда, који је учествовао на 4 Међународне математичке олимпијаде и једној Балканској математичкој олимпијади. На олимпијадама у Холандији и Аргентини освојио је бронзане медаље.
Приједорска гимназија обиловала је изузетни ученицима који у формалном смислу нису могли бити подведени кроз такмичења, али су у суштинском смислу маркантни. У готово стогодишњој историји приједорске гимназије само су двије ученице и то 1960. године положиле, трећи и четврти разред гимназије, као и матуру у једној години. То су Ивана Искра Јаношић и Муневера Авдагић.
На југословенским смотрама младих одржаним у Старој Пазови и Инђији, приједорска гимназија освојила је завидне резултате. 1966. године у Старој Пазови гимназијски оркестар „Полет“ освојио је у конкуренцији оркестара забавне музике прво мјесто, Милан Срдић у конкуренцији пјевача забавне музике такође прво мјесто, и Миодраг Јоксимовић је проглашен за најбољег глумца фестивала. 1967. године у Инђији је „Полет“ такође освојио прву награду у конкуренцији оркестара, а Мирзет Решић је био најбољи глумац фестивала.

## Значај гимназије у културно-спортском животу града
Педесетак година је приједорска гимназија била највиша образовна установа у Приједору. Поред њене основне функције у едуковању она је много значила и у сваком другом погледу. Приједорска гимназија је дуго била културно- спортски центар града Приједора. Тенис је такође везан за приједорску гимназију. Прво импровизовано игралиште за тенис, пише Ненад Марјановић у књизи „Тенис у Приједору“, било је направљено још 1914. године, на мјесту гдје ће двадесетих година двадесетог вијека бити изграђена зграда гимназије. Значајно мјесто у настанку тениског клуба у Приједору, има др Младен Стојановић, и сам професор ове гимназије у периоду пред Други свјетски рат.
Одмах по оснивању гимназије, међу гимназијалцима, заживио је дух природе и планине . Већ 1920. године основано је Скаутско (извиђачко) друштво, да би те исте године, нешто касније, гимназијски професор Миливој Милетић основао „Стијег планинки“, прво планинарско друштво. Први чланови оба друштва били су тадашњи гимназијалци. За развој планинарског спорта у општини Приједор, а посебно у приједорској гимназији, после Другог свјетског рата заслужан је гимназијски професор хемије и биологије и директор гимназије Јунуз Караџић.
На живот и културу града су значајно утицале многобројне ваншколске гимназијске активности, од првог литерарног друштва „Петар Кочић“, преко „Полета“ у музици, ликовних и спортских секција. Захваљујућу студентима, бившим гимназијалцима, у Приједору је почео да се игра рукомет и ватерполо. Рукомет се играо на теренима од шљаке тениског клуба "др Младен Стојановић" па на игралишту уз саму зграду гимназије, тзв. гимназијском игралишту. Ватерполо се играо љети, на коректно обиљеженом ватерполо игралишту на ријеци Сани уз њену десну обалу. То мјесто су Приједорчани звали "под обалом", или код кафане "Обала", или, изнад "Кићиног брода". Кошарка је свој вијек почела на већ поменутом Гимназијском игралишту у дворишту школе. Прво се играло на шљаци, да би се ускоро терен асфалтирао, подигле трибине и ограда.
Читаве деценије су школске распусте испуњавали турнири у „малом фудбалу“ који су играни на теренима „Гимназијског“. Сваког двадесетседмог јула, традиционално је на гимназијском игралишту прављен студентски перформанс, фудбалска утакмица „дебели и мршави“ (Галофак - Бијафра). На Гимназијском игралишту су се цијелог љетњег распуста одржавале игранке са „живом“ музиком.